# Bonito (Bahia)
Pour les articles homonymes, voir Bonito.
Bonito est une municipalité de l'État de Bahia au Brésil.
Sa population était estimée à 14 851 habitants en 2010 et elle s'étend sur 641,229 km2.
Elle appartient à la microrégion de Seabra dans la mésorégion du Centre-Sud de Bahia.